# 遍照院 (野田市)
遍照院（へんじょういん）は、千葉県野田市にある真言宗豊山派の寺院。

## 概略と沿革
1558年（永禄元年）11月25日開山。創立開山住職:法印尊慶。本尊:不動明王。
観音堂:1668年(寛文8年)10月10日創立。本尊:正観世音。
木野崎地区の住民のほとんどが檀家という。
境内には、庚申塔や石碑が数多くある。本堂前には2007年（平成19年）に建てられた弘法大師像がある。

## 交通アクセス
- まめバス三角原バス停留所で下車、徒歩10分。